# Cupido argiades
Cupido argiades (Pallas, 1771) è un lepidottero della famiglia Lycaenidae, diffuso dall'Europa centrale al Giappone.
Vola da maggio a settembre secondo la località.